# Marta Cuervo
Marta Cuervo (n. La Habana, Cuba) fue una guitarrista y profesora cubana.

## Formación académica
Marta Cuervo estudió guitarra y teoría musical en el Conservatorio Municipal de La Habana. Ella fue discípula del destacado guitarrista Isaac Nicola.

## Aportes
Marta Cuervo colaboró estrechamente con Isaac Nicola y otras guitarristas como Clara (Cuqui) Nicola, Marianela Bonet y Leopoldina Núñez, en la implementación de un método unificado para todas las escuelas de música en Cuba, después de la revolución de 1959. Ella instó frecuentemente a sus propios alumnos, tales como Armando Rodríguez Ruidíaz, a componer y transcribir música para la guitarra, contribuyendo de esa manera al desarrollo de un sistema de enseñanza nacional y un repertorio autóctono para ese instrumento.
Entre los numerosos alumnos de Marta Cuervo, podemos mencionar a los destacados guitarristas Edel Muñoz, Joaquín Clerch, Aldo Rodríguez, Sergio Vitier García Marruz
y Fernando Mariña (1970) guitarrista mexicano que estudió en Cuba entre 1986 y 1997, entre otros.